# Manoel Messias Silva Carvalho
Manoel Messias Silva Carvalho (Bacabal, Maranhão, Brasil, 26 de febrero de 1990) es un futbolista brasileño. Juega de defensa en el Fluminense F. C. del Campeonato Brasileño de Serie A.

## Clubes
| Club                       | País    | Año       |
| -------------------------- | ------- | --------- |
| Atlético Paranaense        | Brasil  | 2009-2014 |
| Cruzeiro E. C.             | Brasil  | 2014-2021 |
| S. C. Corinthians (cedido) | Brasil  | 2019      |
| Trabzonspor (cedido)       | Turquía | 2020      |
| Fluminense F. C.           | Brasil  | 2021-     |

## Palmarés

### Campeonatos regionales
| Título              | Club              | Estado         | Año  |
| ------------------- | ----------------- | -------------- | ---- |
| Campeonato Mineiro  | Cruzeiro E. C.    | Minas Gerais   | 2018 |
| Campeonato Paulista | S. C. Corinthians | São Paulo      | 2019 |
| Campeonato Carioca  | Fluminense F. C.  | Río de Janeiro | 2022 |
| Campeonato Carioca  | Fluminense F. C.  | Río de Janeiro | 2023 |

### Campeonatos nacionales
| Título               | Club           | País    | Año  |
| -------------------- | -------------- | ------- | ---- |
| Campeonato Brasileño | Cruzeiro E. C. | Brasil  | 2014 |
| Copa de Brasil       | Cruzeiro E. C. | Brasil  | 2017 |
| Copa de Brasil       | Cruzeiro E. C. | Brasil  | 2018 |
| Copa de Turquía      | Trabzonspor    | Turquía | 2020 |

### Campeonatos internacionales
| Título            | Equipo           | País   | Año  |
| ----------------- | ---------------- | ------ | ---- |
| Copa Libertadores | Fluminense F. C. | Brasil | 2023 |

### Distinciones individuales
| Distinción                                       | Año  |
| ------------------------------------------------ | ---- |
| Equipo ideal del Campeonato Brasileño de Serie A | 2013 |